# Sepiadariidae
Sepiadariidae so družina glavonožcev iz reda sip (Sepiida). Predstavniki so majhnih velikosti; njihov plašč meri v dolžino do 4 cm, značilno zanje je, da je na hrbtni strani zraščen z glavo. Bočne plavuti so ozke ali kratke, če so kratke, spominjajo na ušesa.
Živijo samo v zahodnem delu srednjega Pacifika vključno z obalami Avstralije in Nove Zelandije.

## Delitev
- Rod Sepiadarium
  - Sepiadarium auritum
  - Sepiadarium austrinum
  - Sepiadarium gracilis
  - Sepiadarium kochi
  - Sepiadarium nipponianum
- Rod Sepioloidea
  - Sepioloidea lineolata
  - Sepioloidea pacifica